# Liste der Baudenkmäler in Hengersberg

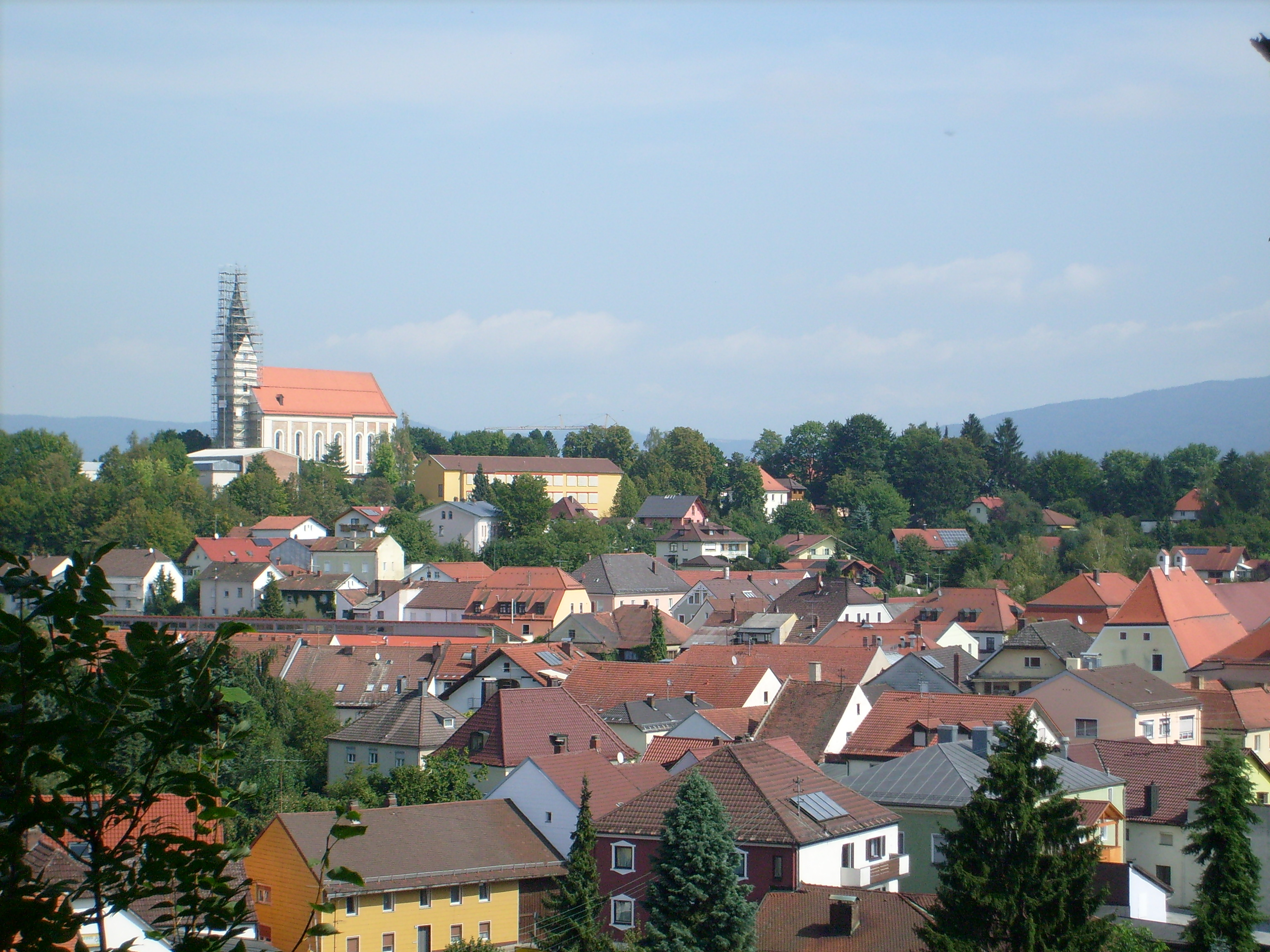
Blick auf Hengersberg

Auf dieser Seite sind die Baudenkmäler in dem niederbayerischen Markt Hengersberg zusammengestellt. Diese Tabelle ist eine Teilliste der Liste der Baudenkmäler in Bayern. Grundlage ist die Bayerische Denkmalliste, die auf Basis des Bayerischen Denkmalschutzgesetzes vom 1. Oktober 1973 erstmals erstellt wurde und seither durch das Bayerische Landesamt für Denkmalpflege geführt wird. Die folgenden Angaben ersetzen nicht die rechtsverbindliche Auskunft der Denkmalschutzbehörde.

## Ensembles

### Ensemble Marktplatz

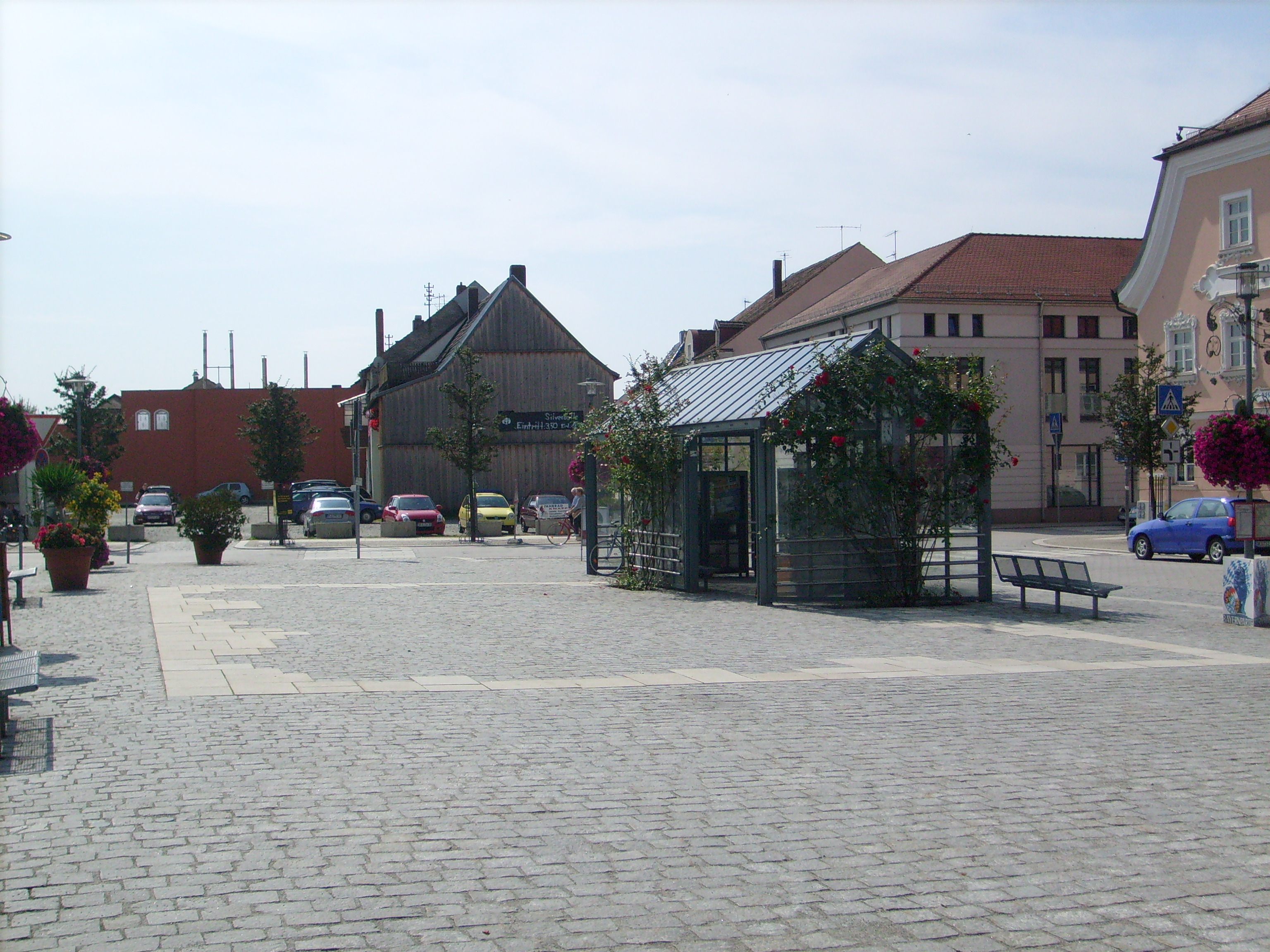

Das Ensemble umfasst den kleinen, etwa rechteckigen Marktplatz mit seiner Umbauung.
Die Siedlung gehörte seit dem 8./9. Jahrhundert zu dem großen Besitz des nahe gelegenen Klosters Niederaltaich, dem Heinrich II. 1009 das Recht verlieh, in Hengersberg Markt zu halten und Zoll zu erheben. Damit ist Hengersberg der älteste Markt Altbayerns. Auch die Grafen Bogen besaßen in dem Ort Rechte, die nach dem Aussterben des Hauses an die Wittelsbacher übergingen. Die doppelte Abhängigkeit scheint der Entwicklung nicht förderlich gewesen zu sein; um 1800 bestanden nur 140 Anwesen.
Die vier Seiten des Marktplatzes an dessen Ecken jeweils Straßen einmünden, fassen das ehemalige Pfleggericht, einige große Gasthöfe und einige Handwerkerhäuser ein. Es handelt sich um verputzte, oft breitgelagerte zwei- und dreigeschossige Bauten des 18. und frühen 19. Jahrhundert und einige Neubauten. Die Vielfalt der Dachformen – mittelsteile und steile Giebel- und Traufdächer, Mansard- und Krüppelwalmdächer – ist charakteristisch für das Platzbild, zu welchem bis in das frühe 19. Jahrhundert ein freistehendes kleines Rathaus in der Platzmitte gehörte.
Aktennummer: E-2-71-125-1

## Baudenkmäler nach Ortsteilen

### Hengersberg
| Lage                                       | Objekt                                  | Beschreibung | Akten-Nr.              | Bild                                    |
| ------------------------------------------ | --------------------------------------- | --- | ---------------------- | --------------------------------------- |
| Deggendorfer Straße 3 (Standort)           | Wohn- und Geschäftshaus                 | zweigeschossiger Halbwalmdachbau mit stuckierten Fensterrahmungen und Wandbild, 18. Jahrhundert | D-2-71-125-3 Wikidata  | Wohn- und Geschäftshaus                 |
| Erkerdinger Straße 21 (Standort)           | Kapelle, sogenannte Schwarzmühl-Kapelle | kleiner Satteldachbau, Ende 18. Jahrhundert; mit Ausstattung | D-2-71-125-68 Wikidata | Kapelle, sogenannte Schwarzmühl-Kapelle |
| Frauenbergstraße 4 (Standort)              | Wohnhaus                                | zweigeschossiger freistehender Krüppelwalmdachbau mit neubarockem Fassadenstuck und Zwerchhaus, um 1900 | D-2-71-125-6 Wikidata  | Wohnhaus                                |
| Frauenbergstraße 16 (Standort)             | Katholische Kirche Mariä Himmelfahrt    | spätgotischer barockisierter Saalbau mit eingezogenem Chor und Südturm, im Kern spätgotisch, im 18. Jahrhundert verändert, Turmzwiebel 1846; mit Ausstattung; Kirchhofmauer, abschnittsweise Naturstein-, Backstein- und Mischmauerwerk, 15. Jahrhundert und später | D-2-71-125-7 Wikidata  | weitere Bilder                          |
| Mangstraße 1 (Standort)                    | Kapelle, sogenannte Josefskapelle       | neugotischer ziegelsichtiger Satteldachbau mit Dachreiter, 1878 | D-2-71-125-8 Wikidata  | Kapelle, sogenannte Josefskapelle       |
| Marktplatz 1; Passauer Straße 2 (Standort) | Gasthof                                 | zweigeschossiger barocker Halbwalmdachbau in Ecklage mit neubarockem Stuckdekor, 1793, Dekor um 1900 | D-2-71-125-9 Wikidata  | Gasthof                                 |
| Marktplatz 2 (Standort)                    | Ehemals Pfleggericht                    | dreigeschossiger Halbwalmdachbau mit mehrgeschossigem Speicher, wohl 17. Jahrhundert | D-2-71-125-10 Wikidata | Ehemals Pfleggericht                    |
| Marktplatz 5 (Standort)                    | Wohn- und Geschäftshaus                 | zweigeschossiger klassizistischer Walmdachbau in Ecklage mit Lisenengliederung und Kranzgesims, Anfang 19. Jahrhundert, Dekor vereinfacht | D-2-71-125-11 Wikidata | Wohn- und Geschäftshaus                 |
| Marktplatz 6 (Standort)                    | Wohn- und Geschäftshaus                 | zweigeschossiger historisierender Walmdachbau in Ecklage mit Fledermausgauben und Rustikagliederung, 1. Hälfte 19. Jahrhundert | D-2-71-125-12 Wikidata | Wohn- und Geschäftshaus                 |
| Marktplatz 8 (Standort)                    | Wohn- und Geschäftshaus                 | dreigeschossiger Mansarddachbau in Ecklage mit Stuckdekor in klassizistischem Stil, 1795. | D-2-71-125-13 Wikidata | Wohn- und Geschäftshaus                 |
| Marktplatz 10 (Standort)                   | Gasthof                                 | dreigeschossiger Halbwalmdachbau mit sparsamer Stuckgliederung, frühes 19. Jahrhundert | D-2-71-125-14 Wikidata | Gasthof                                 |
| Mimminger Straße 3 (Standort)              | Ehemals Gasthaus                        | zweigeschossiger Halbwalmdachbau in Ecklage mit Pilastertor, bezeichnet mit 1824 | D-2-71-125-19 Wikidata | Ehemals Gasthaus                        |
| Mimminger Straße 7 (Standort)              | Ehemals Tuchmacherhaus                  | zweigeschossiger Halbwalmdachbau mit Putzgliederungen und Eisenbalkon, bezeichnet mit 1806; Balkon, Eisen, Ende 19. Jahrhundert | D-2-71-125-20 Wikidata | Ehemals Tuchmacherhaus                  |
| Mimminger Straße 8 (Standort)              | Wohn- und Geschäftshaus                 | zweigeschossiger Zeltdachbau in Ecklage mit Stuckgliederung, 18./19. Jahrhundert | D-2-71-125-21 Wikidata | Wohn- und Geschäftshaus                 |
| Nähe Schwanenkirchener Straße (Standort)   | Kapelle                                 | Satteldachbau mit Putzgliederung, 1852; mit Ausstattung | D-2-71-125-28 Wikidata | Kapelle                                 |
| Passauer Straße 38 (Standort)              | Ehemals Spital                          | zweigeschossiger freistehender Traufseitbau mit Satteldach und Fassadenfresko, 17./18. Jahrhundert, im Kern wohl älter, Fresko 1. Hälfte 18. Jahrhundert, nördlicher Walmdachanbau später.                                                                          | D-2-71-125-23 Wikidata | BW                                      |
| Rohrberg 8 (Standort)                      | Katholische Pfarrkirche St. Michael     | spätgotischer Saalbau mit eingezogenem Chor und Westturm, um 1590 über ehemaligem Burgstall, Langhaus 1812 gewölbt, neubarocke Umgestaltung 1908 | D-2-71-125-24 Wikidata | weitere Bilder                          |
| Schwanenkirchener Straße 6 (Standort)      | Ehemals Künstler- und Wohnhaus          | zweigeschossiger traufseitiger Flachsatteldachbau mit historisierend stuckierten Fensterrahmungen, um 1850, Stuck von Max Seywald letztes Drittel 19. Jahrhundert                                                                                                   | D-2-71-125-25 Wikidata | Ehemals Künstler- und Wohnhaus          |

### Altenufer
| Lage                      | Objekt                    | Beschreibung                                                                     | Akten-Nr.              | Bild |
| ------------------------- | ------------------------- | -------------------------------------------------------------------------------- | ---------------------- | ---- |
| Kapellenweg 17 (Standort) | Wohnteil eines Hakenhofes | Flachsatteldachbau mit Blockbau-Obergeschoss und Kniestock, Ende 18. Jahrhundert | D-2-71-125-29 Wikidata | BW   |

### Boxbach
| Lage                   | Objekt        | Beschreibung                                                                                             | Akten-Nr.              | Bild |
| ---------------------- | ------------- | --- | ---------------------- | ---- |
| Boxbach 3 a (Standort) | Wohnstallhaus | Flachsatteldachbau mit Blockbau-Obergeschoss, weitem Vordach und Traufschrot, 1. Drittel 19. Jahrhundert | D-2-71-125-31 Wikidata | BW   |

### Edermaning
| Lage                       | Objekt  | Beschreibung                                                     | Akten-Nr.              | Bild |
| -------------------------- | ------- | ---------------------------------------------------------------- | ---------------------- | ---- |
| Nähe Edermaning (Standort) | Kapelle | unverputzter Satteldachbau, bezeichnet mit 1948; mit Ausstattung | D-2-71-125-33 Wikidata | BW   |

### Eusching
| Lage                 | Objekt  | Beschreibung                                     | Akten-Nr.              | Bild |
| -------------------- | ------- | ------------------------------------------------ | ---------------------- | ---- |
| Brunnholz (Standort) | Kapelle | kleiner Satteldachbau, 2. Hälfte 19. Jahrhundert | D-2-71-125-34 Wikidata | BW   |

### Grubmühle
| Lage                    | Objekt  | Beschreibung                                                | Akten-Nr.              | Bild |
| ----------------------- | ------- | ----------------------------------------------------------- | ---------------------- | ---- |
| In Grubmühle (Standort) | Kapelle | kleiner Walmdachbau, Mitte 19. Jahrhundert; mit Ausstattung | D-2-71-125-35 Wikidata | BW   |

### Heiming
| Lage                | Objekt  | Beschreibung                                         | Akten-Nr.              | Bild |
| ------------------- | ------- | ---------------------------------------------------- | ---------------------- | ---- |
| Hochfeld (Standort) | Kapelle | mit vorkragendem Walmdach, 1. Hälfte 19. Jahrhundert | D-2-71-125-36 Wikidata | BW   |

### Holzberg
| Lage                     | Objekt  | Beschreibung                                                               | Akten-Nr.              | Bild    |
| ------------------------ | ------- | -------------------------------------------------------------------------- | ---------------------- | ------- |
| Nähe Holzberg (Standort) | Kapelle | neugotischer Satteldachbau mit Dachreiter, letztes Viertel 19. Jahrhundert | D-2-71-125-38 Wikidata | Kapelle |

### Hub
| Lage                   | Objekt                       | Beschreibung                                                                    | Akten-Nr.              | Bild |
| ---------------------- | ---------------------------- | ------------------------------------------------------------------------------- | ---------------------- | ---- |
| Hub 6 (Standort)       | Wohnhaus eines Vierseithofes | zweigeschossiger Halbwalmdachbau mit Greddach und Traufschrot, um 1840          | D-2-71-125-39 Wikidata | BW   |
| Obere Point (Standort) | Kapelle                      | kleiner Satteldachbau mit Putzgliederung und Totenbrettern, bezeichnet mit 1824 | D-2-71-125-40 Wikidata | BW   |

### Hütting
| Lage                 | Objekt  | Beschreibung                                                      | Akten-Nr.              | Bild |
| -------------------- | ------- | ----------------------------------------------------------------- | ---------------------- | ---- |
| Hütting 9 (Standort) | Kapelle | kleiner Flachsatteldachbau mit Vordach, 1. Hälfte 19. Jahrhundert | D-2-71-125-41 Wikidata | BW   |

### Killersberg
| Lage                        | Objekt  | Beschreibung                                       | Akten-Nr.              | Bild |
| --------------------------- | ------- | -------------------------------------------------- | ---------------------- | ---- |
| Nähe Killersberg (Standort) | Kapelle | kleiner Satteldachbau, wohl Anfang 19. Jahrhundert | D-2-71-125-43 Wikidata | BW   |

### Manzing
| Lage                 | Objekt         | Beschreibung                                                                                  | Akten-Nr.              | Bild |
| -------------------- | -------------- | --------------------------------------------------------------------------------------------- | ---------------------- | ---- |
| Manzing 3 (Standort) | Getreidekasten | spätgotischer Bruchsteinbau mit Satteldach, Spitzbogentür und Blockbaugiebel, 16. Jahrhundert | D-2-71-125-45 Wikidata | BW   |

### Mimming
| Lage                           | Objekt                                | Beschreibung                                                                    | Akten-Nr.              | Bild |
| ------------------------------ | ------------------------------------- | ------------------------------------------------------------------------------- | ---------------------- | ---- |
| In der Lindachwiese (Standort) | Kapelle, sogenannte Linderholzkapelle | Satteldachbau, letztes Viertel 19. Jahrhundert; mit Ausstattung                 | D-2-71-125-47 Wikidata | BW   |
| Linderbreite (Standort)        | Kapelle, sogenannte Mutzkapelle       | Walmdachbau mit vorkragendem Dach und Totenbrettern, wohl Mitte 19. Jahrhundert | D-2-71-125-46 Wikidata | BW   |

### Reichersdorf
| Lage                      | Objekt                                                              | Beschreibung                                                                                        | Akten-Nr.              | Bild |
| ------------------------- | ------------------------------------------------------------------- | --------------------------------------------------------------------------------------------------- | ---------------------- | ---- |
| Reichersdorf 1 (Standort) | Kapelle St. Gotthard                                                | neugotischer Satteldachbau mit Dachreiter, bezeichnet mit 1850; mit Ausstattung                     | D-2-71-125-50 Wikidata | BW   |
| Reichersdorf 6 (Standort) | Bauernhaus eines ehemaligen Vierseithofes, sogenannter Gotthardshof | zweigeschossig mit flach geneigtem Satteldach und drei giebelseitigen Schroten, bezeichnet mit 1857 | D-2-71-125-49 Wikidata | BW   |

### Reisach
| Lage                 | Objekt                            | Beschreibung                                                                             | Akten-Nr.              | Bild |
| -------------------- | --------------------------------- | ---------------------------------------------------------------------------------------- | ---------------------- | ---- |
| Reisach 8 (Standort) | Wohnstallhaus eines Dreiseithofes | Flachsatteldachbau mit Blockbau-Obergeschoss und Kniestock, im Kern Ende 18. Jahrhundert | D-2-71-125-51 Wikidata | BW   |

### Schwanenkirchen
| Lage                         | Objekt                     | Beschreibung                                                                                                  | Akten-Nr.              | Bild           |
| ---------------------------- | -------------------------- | --- | ---------------------- | -------------- |
| Pfarrplatz 5 (Standort)      | Pfarrkirche St. Laurentius | neugotischer Saalbau mit eingezogenem spätgotischem Chor und Südturm, Langhaus und Turm 1854; mit Ausstattung | D-2-71-125-52 Wikidata | weitere Bilder |
| Winzerer Straße 2 (Standort) | Gasthaus                   | zweigeschossiger Halbwalmdachbau, bezeichnet mit 1835                                                         | D-2-71-125-53 Wikidata | BW             |

### Schwarzach
| Lage                      | Objekt                                     | Beschreibung | Akten-Nr.              | Bild                                       |
| ------------------------- | ------------------------------------------ | --- | ---------------------- | ------------------------------------------ |
| Erlachstraße 7 (Standort) | Kruzifix                                   | gefasstes hölzernes Hauskreuz mit Wettermantel, 17./18. Jahrhundert | D-2-71-125-56 Wikidata | BW                                         |
| Hauptstraße 3 (Standort)  | Katholische Pfarrkirche St. Peter und Paul | unverputzter spätgotischer Saalbau aus Bruchsteinmauerwerk mit eingezogenem Chor und Westturm, bezeichnet mit 1532; mit Ausstattung; Friedhofsmauer, unverputztes Natursteinmauerwerk | D-2-71-125-55 Wikidata | Katholische Pfarrkirche St. Peter und Paul |

### Siedersberg
| Lage                     | Objekt        | Beschreibung                                                                       | Akten-Nr.              | Bild |
| ------------------------ | ------------- | ---------------------------------------------------------------------------------- | ---------------------- | ---- |
| Siedersberg 4 (Standort) | Wohnstallhaus | Flachsatteldachbau mit Blockbau-Obergeschoss und Traufschrot, Ende 18. Jahrhundert | D-2-71-125-57 Wikidata | BW   |

### Unterfrohnstetten
| Lage                            | Objekt                                    | Beschreibung                                                                                                 | Akten-Nr.              | Bild |
| ------------------------------- | ----------------------------------------- | --- | ---------------------- | ---- |
| Unterfrohnstetten 26 (Standort) | Katholische Pfarrkirche St. Nikolaus      | barocker Saalbau mit eingezogenem Chor und Südturm, 18. Jahrhundert, Langhaus im Kern älter; mit Ausstattung | D-2-71-125-59 Wikidata | BW   |
| Unterfrohnstetten 33 (Standort) | Wohnteil eines ehemaligen Wohnstallhauses | Flachsatteldachbau mit Blockbau-Obergeschoss, zweiseitig umlaufendem Schrot und Hochschrot, um 1800          | D-2-71-125-60 Wikidata | BW   |

### Walmering
| Lage                    | Objekt  | Beschreibung                                                       | Akten-Nr.              | Bild |
| ----------------------- | ------- | ------------------------------------------------------------------ | ---------------------- | ---- |
| Walmering 12 (Standort) | Kapelle | Satteldachbau mit Dachreiter, 19./20. Jahrhundert; mit Ausstattung | D-2-71-125-58 Wikidata | BW   |

### Waltersdorf
| Lage                      | Objekt                       | Beschreibung                                                                                                | Akten-Nr.              | Bild |
| ------------------------- | ---------------------------- | --- | ---------------------- | ---- |
| In Waltersdorf (Standort) | Kapelle                      | Satteldachbau, bezeichnet mit 1850; mit Ausstattung                                                         | D-2-71-125-62 Wikidata | BW   |
| Waltersdorf 5 (Standort)  | Wohnstallhaus                | zweigeschossiger giebelgeteilter Blockbau mit Flachsatteldach und Schroten, letztes Viertel 18. Jahrhundert | D-2-71-125-63 Wikidata | BW   |
| Waltersdorf 10 (Standort) | Wohnhaus eines Vierseithofes | zweigeschossiger Halbwalmdachbau mit Greddach, Traufschrot und Putzverzierungen, um 1840                    | D-2-71-125-64 Wikidata | BW   |

### Würzing
| Lage                   | Objekt      | Beschreibung                                         | Akten-Nr.              | Bild |
| ---------------------- | ----------- | ---------------------------------------------------- | ---------------------- | ---- |
| Klingenfeld (Standort) | Feldkapelle | kleiner Satteldachbau, zweite Hälfte 19. Jahrhundert | D-2-71-125-65 Wikidata | BW   |